# Proparoxyton
Pour un article plus général, voir Accent tonique.
Un proparoxyton est un mot dont l'accent tonique est placé sur l'antépénultième (avant-avant-dernière) syllabe.